# Racing Club de Cannes 2013-2014
Questa voce raccoglie le informazioni riguardanti il Racing Club de Cannes nelle competizioni ufficiali della stagione 2013-2014.

## Organigramma societario
Area direttiva
- Presidente: Anny Courtade

Area tecnica
- Allenatore: Yan Fang
- Allenatore in seconda: Mathieu Buravant

## Rosa
| N° | Nome              | Ruolo | Data di nascita   | Nazionalità sportiva |
| -- | ----------------- | ----- | ----------------- | -------------------- |
| 1  | Tatjana Bokan     | S     | 9 aprile 1988     | Montenegro           |
| 2  | Maret Grothues    | S     | 16 settembre 1988 | Paesi Bassi          |
| 3  | Freya Aelbrecht   | C     | 10 febbraio 1990  | Belgio               |
| 5  | Léa Steuperaert   | C     | 28 marzo 1995     | Francia              |
| 6  | Déborah Ortschitt | L     | 10 giugno 1987    | Francia              |
| 7  | Ana Antonijević   | P     | 26 agosto 1987    | Serbia               |
| 8  | Ilka van de Vyver | P     | 26 gennaio 1993   | Belgio               |
| 9  | Chiara Arcangeli  | L     | 14 febbraio 1983  | Italia               |
| 10 | Laura Partenio    | S     | 29 dicembre 1991  | Italia               |
| 11 | Alexandra Lazić   | S/O   | 24 aprile 1994    | Svezia               |
| 12 | Victoria Ravva    | C     | 31 ottobre 1975   | Francia              |
| 13 | Nadia Centoni     | S/O   | 12 giugno 1981    | Italia               |
| 14 | Rebecka Lazić     | S/O   | 24 aprile 1994    | Svezia               |
| 16 | Milena Rašić      | C     | 25 ottobre 1990   | Serbia               |
| 17 | Corina Ssuschke   | C     | 9 maggio 1983     | Germania             |
| 18 | Eva Janeva        | S     | 31 luglio 1985    | Bulgaria             |
| 19 | Nneka Onyejekwe   | C     | 18 agosto 1989    | Romania              |